# Winsnesfjellet
Das Winsnesfjellet ist ein 2702 m hoher Berg im ostantarktischen Königin-Maud-Land. Im Gebirge Sør Rondane ragt er an der Westseite der Bergersenfjella auf.
Wissenschaftler des Norwegischen Polarinstituts benannten ihn 1973 nach dem norwegischen Geologen Thore Schanke Winsnes (* 1922), Leiter der Vierten Norwegischen Antarktisexpedition (1968–1969).